# Forêt de Quénécan
La forêt de Quénécan est située à la limite entre les départements français du Morbihan et des Côtes-d'Armor, en Bretagne.

## Géographie

### Site et situation
Massif forestier comprenant  3 700 hectares de bois, 200 hectares de Landes, située au sud du lac de Guerlédan, cette forêt d'une surface de 300 hectares et 60 hectares d'étangs, est principalement constituée de feuillusː chênes, hêtres, châtaigniers, houx. Les essences résineuses sont le pin maritime, le pin sylvestre, l'épicéa de sitka, le douglas, l'if.
Son point culminant est se trouve au sud de la forêt, au lieu-dit Breuil du Chêne (48° 09′ 38″ N, 3° 04′ 39″ O). Il s'élève à 289 mètres et est marqué par un calvaire.
Pendant la période d'hivernage, la forêt de Quénécan abrite près de 70 espèces d'oiseaux nicheurs,.
| - Carte topographique de la forêt de Quénécan. |

### Cadre géologique

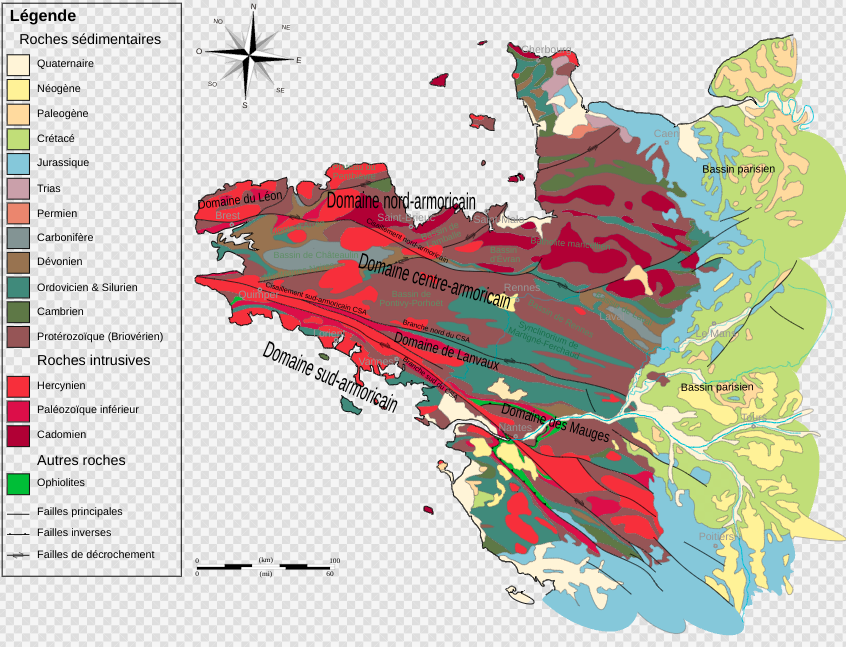
Carte géologique simplifiée du Massif armoricain. La forêt de Quénécan forme l'extrémité nord-est des montagnes Noires.

La forêt est située au cœur du domaine centre armoricain, unité géologique du Massif armoricain qui correspond à une structure s'allongeant sensiblement en direction W-E, depuis la baie de Douarnenez jusqu'au bassin de Laval. S'opposant aux bas plateaux littoraux méridionaux et septentrionaux, ce bassin sédimentaire est principalement constitué de schistes briovériens (sédiments détritiques essentiellement silto-gréseux issus de l'érosion du segment occidental de la chaîne cadomienne, accumulés sur plus de 15 000 m d'épaisseur et métamorphisés), formant un socle pénéplané sur lequel repose en discordance, dans sa partie orientale, des formations paléozoïques sédimentaires. Ces formations sont déposées dans ce bassin marqué par une forte subsidence, puis sont déformées lors de l'orogenèse varisque (plis d'orientation préférentielle N 110° et plusieurs familles de failles d'orientations différentes).
L'anticlinal Laniscat-Merléac (appelé aussi anticlinal de Saint-Mayeux), le synclinal de Saint-Gilles-Vieux-Marché, l'anticlinal briovérien de la forêt de Quénécan (appelé aussi l'anticlinal des Forges des Salles) et le synclinal paléozoïque de Sainte-Brigitte (constitué de schistes à bancs de quartzite du Siluro-Dénovien et quartzites de l'ordovicien) font partie de ces plis hercyniens armant les crêtes appalachiennes de Bretagne. L'intrusion du massif granitique de Rostrenen au cours de l'orogenèse varisque a interrompu la continuité entre les montagnes Noires, à l'ouest, et les monts de Quénécan, à l’est, ces deux entités constituant la bordure méridionale du bassin de Châteaulin) qui fait partie du synclinorium médian armoricain. Les quartzites, connues sous le terme de Grès armoricain, contribuent à former les hauteurs des monts de Quénécan.
Située sur un plateau très accidenté qui domine la vallée du Blavet, la forêt est caractérisée par un relief tectonique de failles post-hercyniennes où dominent les blocs basculés dont l'allure se devine quand on les observe des hauteurs dominant Caurel.

## Toponymie
L'étymologie du toponyme Quénécan est discutée (grammatici certant). Différentes tentatives d'explications ont été avancées sur l'origine de Quénécan : il pourrait provenir du breton kenec'h, « hauteur », et gwen, « blanc », désignant une « colline blanche » en référence aux formations rocheuses qui brillent au soleil.

## Histoire

### La forêt décrite par François-Marie Cayot Délandre
François-Marie Cayot Délandre décrit ainsi la forêt de Quénécan en 1847 :

« La forêt de Quénécan couvre environ la moitié de [la commune de Sainte-Brigitte] ; le surplus de ces bois immenses s'étend sur les communes de Perret, de Lescouët, de Caurel, de Saint-Aignan, de Cléguérec, de Séglien et de Silfiac. Dans la partie nord de la forêt, le long du Blavet, règne deux chaînes de montagne très élevées (sic), très abruptes, et présentant çà et là des gorges presque impénétrables et d'énormes roches de quartzite d'un ton grisâtre qui semblent prêtes à se détacher, tant elles sont minées à leur base. Au sud s'élève une autre chaîne plus imposante encore (...). La partie la plus curieuse de celle-ci se retrouve dans le Breil du Chêne et dans la Taille de la Magdelaine ; elle est couronnée de rochers gigantesques formés d'énormes blocs de grauwacke superposés presque régulièrement, et surplombant à tel point les uns sur les autres que l'assise supérieure, comparée à l'inférieure, forme une saillie effrayante à voir. »

François-Marie Cayot-Délandre raconte aussi les récits légendaires tentant d'expliquer ces reliefs : on dit que « ce fut la grand-mère du diable qui, portant dans son tablier cette grande masse de rochers, la déposa à cet endroit ». Il ajoute que « cette forêt de Quénécan est, sans nul doute, le lieu le plus pittoresque de la Bretagne ».

### Site Natura 2000
Le site Natura 2000 n° FR 53000355 « Forêt de Quénécan, Vallée du Poulancre, Landes de Liscuis et Gorges du Daoulas » a été désigné Zone spéciale de conservation (ZSC) le 4 mai 2007. La ZSC a été délimitée de manière à constituer un échantillon représentatif des milieux naturels et des espèces listées dans la Directive Habitats-Faune-Flore. Ce site Natura 2000 est composé de cinq unités disjointes couvrant au total 922 ha. Celle du massif forestier de Quénécan comprend les étangs des Salles et du Fourneau, et couvrent 163 ha.

## Patrimoine

### Patrimoine naturel
Une zone naturelle d'intérêt écologique, faunistique et floristique (ZNIEFF) de type 2 protège l'ensemble de la forêt et ses alentours sur 5 876 ha[réf. souhaitée]. Cette ZNIEFF s’étend sur les communes de Perret, Cléguérec, Saint-Aignan, et Sainte-Brigitte.
Il existe aussi 9 ZNIEFF de type 1 qui protègent des endroits particuliers ainsi que deux espaces naturels sensibles départementaux sur la rive sud du lac de Guerlédan : la butte de Malvran (site géologique d'intérêt départemental) et la bois du Pouldu[réf. nécessaire].
| Nom                                              | Surface  |
| ------------------------------------------------ | -------- |
| Forêt de Quénécan                                | 5 876 ha |
| Landes de Coat Liscuis et gorges du Daoulas      | 373 ha   |
| Étang des Salles                                 | 107 ha   |
| Blavet aval de Guerlédan                         | 88 ha    |
| Étang du fourneau et vallon du saut du chevreuil | 45 ha    |
| Tourbière de Guernauter                          | 20 ha    |
| Tourbière de Silfiac - Porh Clud                 | 15 ha    |
| Tourbière de Boduic                              | 14 ha    |
| Tourbière de Lanniguel                           | 9 ha     |
| Étang des forges des Salles                      | 3 ha     |

La Réserve biologique intégrale de la Butte de Malvran (Saint-Aignan) couvre 113 hectares en bordure du lac de Guerlédan.

### Patrimoine culturel

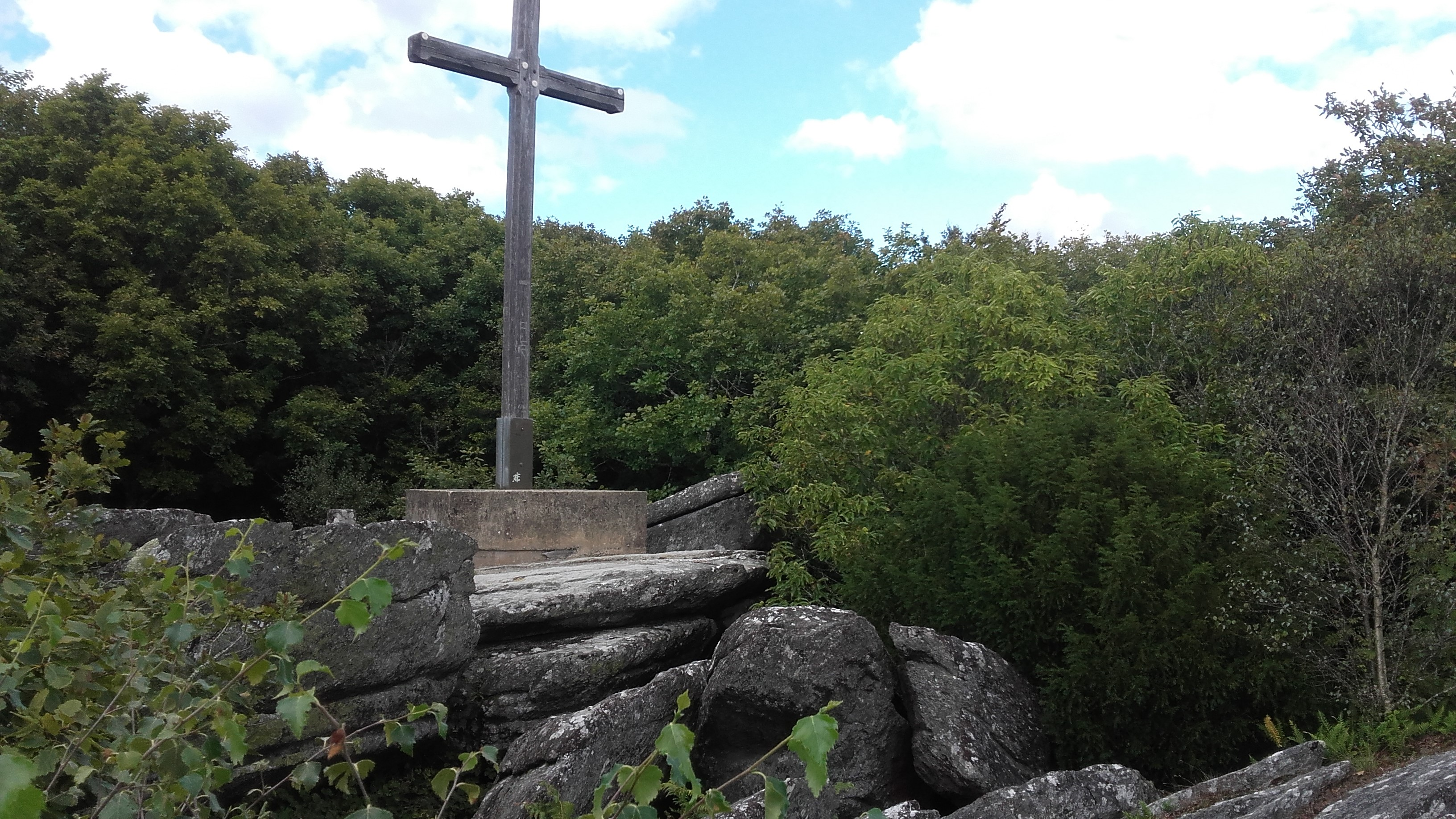
Calvaire situé au sommet du Breuil du chêne, point culminant de la forêt, avec une altitude de 289 mètres.

Elle est surnommée « la petite Suisse bretonne »,.
L'ancien établissement sidérurgique des forges des Salles ( Inscrit MH (1981, 1993)) est à cheval sur les communes de Sainte-Brigitte (Morbihan) et Perret (Côtes-d'Armor).
En bordure de forêt se trouvent d'autres édifices protégés au titre des monuments historiques :
- Camp protohistorique du Castel-Finans ( Classé MH (1971))[22]
- Sépulture mégalithique de Bod-er-Mohed ( Inscrit MH (1984))[23]
- Abbaye Notre-Dame de Bon-Repos ( Inscrit MH (1940))[24]

On trouve également plusieurs monuments inventoriés, notamment des chapelles et des croix de chemins. Les ruines de la forteresse de Castel-Cran en Plélauff, qui remonteraient au IXe siècle, se trouvent sur un piton rocheux dominant le Blavet. Les ruines du château des Salles de Rohan en Sainte-Brigitte, construit à la fin du XIVe siècle par Alain VIII à la limite de Sainte-Brigitte et Perret, s'y trouvent également.